# Махачкалинская синагога
Махачкалинская синагога — синагога в дагестанском Махачкале на улице Ермошкина, дом 111. Центр духовной жизни евреев Махачкалы. Это единственная синагога в городе.

## История
В 1862, в г. Махачкале по инициативе Иосифа Певечевича, ветерана Кавказской Войны в Российской императорской армии против Шамиля, была построена первая синагога, в которой молились как ашкеназийские (в т. ч. 61 ремесленников и 20 солдат местного гарнизона), так и горские евреи. Раввином г. Махачкалы в 1860-х гг. был раби Биньямин.
В 1895 в г. Махачкале действовало 2 синагоги.
В 1899 при синагоге работала школа (9 учащихся мальчиков).  Раввином ашкеназийских евреев был Абрам Мовшович Лознер, горских евреев – Мордухай Илиазаров.
В 1910 в г. Махачкале имелись 3 синагоги.
По разным источникам, до русской революции 1917 года, количество синагог в г. Махачкале  варьировалась от трех до семи, но все они были конфискованы советской властью.
В 1920-х гг. было закрыто 2 синагоги. Одна из синагог была на улице Ленина, но власти города закрили его и позже синагогу сломали. Невзирая, что синагога на улице Ленина была сломана, евреи в Махачкале все равно потихоньку, в секрете от орган государственной власти собирались на молитвы.
В 1970 в г. Махачкале было реквизировано здание синагоги, общине предоставлено здание меньшего размера на окраине города. С 1971 раввином города был Б. И. Ашуров.
Между 30-х и 70-х годах, XX-го столетия, в Махачкале были две синагоги. Горско-еврейская синагога располагалась по улице Маркова, дом 62. При ней действовала школа для мальчиков и девочек, где в старших классах преподавал Абрамов раввин Ерухам, бен раввин Хануко, а в младших был Натанов раввин Ливи бен Нетен.
Вторая синагога находилась на улице Махач Дахадаева, дом 25, и называлась ашкеназской, потому что ее посещали в основном ашкеназские евреи.
В 1976 году, еврейская община города выкупила весь двор на улице Ермошкина, дом 111, заплатив за это 9 тысяч 800 рублей. Раньше в купленном дворе ничего не было, кроме сараев. Прихожани синагоги сами строили, ремонтировали здание, расписывали его стены.
В 2002 году, началось строительство четырехэтажной  синагоги на том же участке земли. Оно было в основном построено на средства от пожертвований и благотворительной помощи евреев Махачкалы. С 2004 года, правительство Дагестана, бывшие президенты Магомедали Магомедов, затем Муху Алиев выделели финансы на строительства синагоги, что помогло завершить строительство в 2010 году.
В цокольном этаже, согласно проекту, расположена кошерная кухня, и столовая на 280 человек. На первом этаже находитьса офис синагои; на втором этаже распаложен просторный молельный зал, где имеются шесть свитков Торы. На третьем этаже, находиться еврейская школа. На четвертом этаже – гостиница.
С 2022 по 2023 год, раввином махачкалинской синагоги был Рами Давыдов.
С 2023 года, молитвы проходят под руководством хазана, Султана Алхазова.
В ночь на 24 декабря 2007 года в Махачкале антисемиты разбили окна в здании синагоги.
23 июня 2024 года, во время нападения в Дагестане, вооруженные боевики, возможно, связанные с ИГИЛ, подожгли синагогу Махачкалы. Здание синагоги было частично повреждено.

## Имена раввинов
Список служивших раввинами в махачкалинской синагоге с 1930 по 2001 год:
- Боби бен Исуф Ашуров
- Ерухом бен раби Хануко
- Худодот бен Исуф
- Гуршум бен раби Исог бокуи
- Исроил бен Мушоил
- Ливи бен Нетен
- Гамей бен Исраил
- Эвие бен Иханон
- Яшагие бен Рувин
- Иев бен Офтум
- Мететие бен Нувах
- Ильев бен раби Хануко
- Ифтах бен раби Эведие
- Оврохом бен Нахум
- Донил бен Гильод
- Зоволу бен раби Ильеву
- Агиво бен Давид
- Исуф бен раби Донил
- Михир бен Нисим
- Хаим бен Ульмес
- Алхос бен Шемей
- Михир бен раби Яангиль
- Менашир бен Шемей
- Ифиил бен Ошир губеи
- Ильеву бен Зоволу
- Бинеми бен раби Эвидие
- Хонух бен Авдалим
- Юно бен Бесендил
- Иханон бен Зокой Уриил
- Одом бен Мухоиил.